# Aviastar Airlines
Aviastar Airlines (Russisch: Авиастар-ТУ) is een Russische luchtvaartmaatschappij met haar thuisbasis in Oeljanovsk. Zij voert passagiers- en vrachtchartervluchten uit zowel binnen als buiten Rusland.

## Geschiedenis
Aviastar Airlines werd in 1992 opgericht door de Aviastar vliegtuigfabriek welke in 1999 begon met commerciële vluchten.

## Vloot
- 2 x Tupolev Tu-204-100C